# Coptocephala linnaeana
Coptocephala linnaeana es un coleóptero de la familia Chrysomelidae.
Fue descrita científicamente en 2000 por Petitpierre & Alonso-Zarazaga.